# Silas Bule Melve
Silas Bule Melve (* 26. August 1960 auf der Pentecost-Insel, Neue Hebriden) ist ein Politiker aus Vanuatu, der seit 2016 für die National Unity Party (NUP) Mitglied im Parlament von Vanuatu ist. Er war zudem zwischen 2020 und 2022 Gesundheitsminister.

## Leben
Silas Bule Melve absolvierte ein grundständiges Studium, welches er mit einem Bachelor of Arts (B.A.) beendete. Nachdem er ein Lehramtsstudium mit einem Graduate Certificate Education beendet hatte, wurde er 1985 zunächst Lehrer für Sozialwissenschaften und war daraufhin zwischen 1986 und 2009 Rektor der Ranwadi High School, dem heutigen Ranwadi Churches of Christ College. Daraufhin unterrichtete er noch von 2010 bis 2014 als Lehrer in Melsisi. Bei der Parlamentswahl am 22. Januar 2016 wurde er für die National Unity Party (NUP) zum Mitglied im Parlament von Vanuatu gewählt und vertritt dort seither den Wahlkreis Pentecost. Er wurde am 3. Mai 2016 Mitglied des Ausschusses für Ethik und Integrität der Mitglieder und fungierte zeitweilig als Parlamentarischer Sekretär im Erziehungsministerium.
Er wurde bei der Wahl am 19./20. März 2020 wieder zum Mitglied des Parlaments gewählt. Daraufhin übernahm er am 20. April 2020 im Kabinett von Premierminister Bob Loughman Weibur das Amt als Gesundheitsminister und bekleidete dieses bis zu seiner Ablösung durch Bruno Leingkone 2022.